# 夏が来る
「夏が来る」（なつがくる）は、1994年4月23日にリリースされた大黒摩季の楽曲で、8枚目のシングル。
オリコン5月の月間1位、10週連続でTOP10入りのロングセラーで98万枚の大ヒットとなり、自身4番目の売り上げを記録した。
2003年5月28日には、続編「夏が来る、そして…」が発表された。

## 背景
「夏が来る」を発表する一年前の1993年には皇太子徳仁親王と小和田雅子の結婚により、世の中が祝賀ムードに包まれ、その影響で大黒は親類をはじめとする周囲の人々から結婚を期待されるようになった。一方、この当時の大黒は20代半ばでやっと歌手として売れたところであり、そのような話題を出されて辟易されていた。歌詞の中の結婚についての言及や心配されると意地になるといった表現は当時の大黒の心境をあらわしたものであり、夏をテーマにしたのは大黒が北海道出身であることに由来している。大黒が「ニュースLIVE!ゆう5時」2013年12月13日放送分でVTR出演した際に語ったところによると、「夏が来る」の歌詞を見たプロデューサーからただの愚痴と日記だと一蹴されたといい、ぎゃふんといわせたいという復讐心のような気持になったと振り返っている。一方、この当時の大黒はラテン音楽の研究をしており、このような歌詞でも日本人にも受けいれられるようにした。

## 収録曲
- 全作詞・作曲：大黒摩季　編曲：葉山たけし

1. 夏が来る [4:48]
  - TBS系『COUNT DOWN TV』1994年4月 - 6月度オープニングテーマ。2011年7月には、サッポロビール「サッポロ アイスラガー」のCMソングにも起用された。
  - DIMENSIONの小野塚晃がキーボード、TWINZERの生沢佑一がコーラスに参加。
2. 未来が私を呼んでいる… [4:53]
今までどのアルバムにも未収録状態となっていたが、2016年に発売されるオールタイム・ベストアルバム『Greatest Hits 1991-2016 〜All Singles +〜』内の【BIG盤】にて初めて収録される。
3. 夏が来る （オリジナル・カラオケ） [4:47]
4. 未来が私を呼んでいる… （オリジナル・カラオケ） [4:52]

## 収録アルバム
オリジナル
- 『永遠の夢に向かって』 (#1)

ベスト
- 『BACK BEATs ＃1』 (#1)
- 『MAKI OHGURO BEST OF BEST〜All Singles Collection〜』 (#1)
- 『complete of 大黒摩季 at the BEING studio』(#1)
  - オリジナルバージョンの他、スペイン語で歌われた「Spanish Version」も収録。
- 『LUXURY 22-24pm』 (#1)
  - セルフカバーバージョン。
- 『Greatest Hits 1991-2016 〜All Singles +〜』（両曲、#2は【BIG盤】のみ）

コンピレーション
- 『It's TV SHOW!!』 (#1)
- 『COUNTDOWN BEING』 (#1)